# 2 Pedro 1
2 Pedro 1 é o primeiro capítulo da Segunda Epístola de Pedro, de autoria do Apóstolo Pedro, que faz parte do Novo Testamento da Bíblia.

## Estrutura
I. Saudação, v. 1,2
II. A vida espiritual
1. O chamado a ela, v. 3
2. Garantida por meio de promessas preciosas, v. 4
3. Sete passos essenciais em seu desenvolvimento e frutificação, v. 5-8
4. Seu destino final, v. 10,11
5. Palavras de despedida, v. 12-15
6. Uma experiência gloriosa, v. 16-18
7. A origem divina das Escrituras e seu poder iluminador, v. 19-21